# Sun Bear Concerts
Els Sun Bear Concerts va ser una gira del pianista Keith Jarrett durant el mes de novembre de 1976 a les ciutats de Kyoto, Osaka, Nagoya, Tokio i Sapporo, a partir dels quals es publicà un àlbum de 10 lps (vegeu contingut més avall), i posteriorment un paquet de sis CDs (vegeu contingut més avall), sota el segell discogràfic ECM. La música d'aquests concerts, enregistrats en directe, és íntegrament improvisada a piano sol per Jarrett. Pot qualificar-se de jazz contemporani o experimental. Abarca diferents estils: minimalisme, country, atonalisme, postromanticisme, etc., amb l'estil propi de Keith Jarrett.

## Paquet de 10 LPs
- Kyoto, 5 de Novembre, 1976
  - Part I a →25:13
  - Part I b →19:44
  - Part II a →17:03
  - Part II b →18:31
- Osaka, 8 de Novembre, 1976
  - Part I a →19:58
  - Part I b →19:27
  - Part II a →21:29
  - Part II b →9:40
- Nagoya, 12 de Novembre, 1976
  - Part I a →17:30 (bonic)
  - Part I b →18:50
  - Part II a →20:02
  - Part II b →24:19 (Encore, 4:02)
- Tokyo, 14 de Novembre, 1976
  - Part I a →24:34
  - Part I b →16:07
  - Part II a →22:08
  - Part II b →21:58 (Encore, 8:16, molt bonic)
- Sapporo, 18 de Novembre, 1976
  - Part I a →22:07
  - Part I b →19:16
  - Part II a →26:24
  - Part II b →19:14 (Encore, 10:48)

## Paquet de 6 Cds
- CD 1, Kyoto (LP 1-2):
  - Novembre 5, 1976; Part 1: 43:49
  - Novembre 5, 1976; Part 2: 34:03
- CD 2, Osaka (LP 3-4):
  - Novembre 8, 1976; Part 1: 38:57
  - Novembre 8, 1976; Part 2: 31:09
- CD 3, Nagoya (LP 5-6):
  - Novembre 12, 1976; Part 1: 35:30
  - Novembre 12, 1976; Part 2: 39:55
- CD 4, Tokyo (LP 7-8):
  - Novembre 14, 1976; Part 1: 40:19
  - Novembre 14, 1976; Part 2: 35:21
- CD 5, Sapporo (LP 9-10):
  - Novembre 18, 1976; Part 1: 40:59
  - Novembre 18, 1976; Part 2: 33:55
- CD 6, Encores:
  - Encore From Nagoya; 4:02
  - Encore From Tokyo; 8:16 (inclòs al LP 8)
  - Encore From Sapporo; 10:48